# Look at the Flowers
«Mira las Flores» —título original en inglés: «Look at the Flowers»— es el décimo cuarto episodio de la décima temporada de la serie de televisión The Walking Dead. Se estrenó el día 27 de marzo de 2020 en exclusividad para AMC Premium, por medio de pago para ver el episodio, el día 29 de marzo se estrenó para AMC en todo Estados Unidos. Fue dirigido por Daisy von Scherler Mayer y el guion estuvo a cargo de Channing Powell.
Después de la muerte de Alpha (Samantha Morton), Beta (Ryan Hurst) regresa a su hogar para recordar algo de su pasado Mientras tanto, Carol se va sola y tiene alucinaciones de Alpha.
El episodio marca la aparición final de Alpha (Samantha Morton) y marca la primera aparición de Paola Lázaro quien interpreta a Juanita Sánchez, más conocida como "Princesa", Un personaje adaptado de los cómics.

## Trama
En un flashback, Carol le visita a Negan en su celda y le da la oferta de traerle la cabeza de Alpha a cambio de limpiar su nombre. En el presente, Carol coloca la cabeza zombificada de Alpha sobre una estaca. Negan exige su "premio", pero Carol critica cuánto tiempo le llevó completar la tarea y le dice que ahora es su turno de esperar.
Carol se va sola y comienza a tener visiones de Alpha, burlándose de Carol y comparándola con ella, sin consuelo en el aislamiento. Cuando Carol queda atrapada brevemente en los escombros de un deslizamiento de tierra con un caminante acercándose, la visión de Alpha le sugiere a Carol que "mira las flores" y acepte su muerte, " pero Carol se libera a tiempo ante un caminante que quería devorarla. La visión de Alpha se dispersa.
Beta y dos Susurradores encuentran la cabeza de Alpha. Beta hace que uno de los Susurradores sea mordido por la cabeza mientras el otro huye. Beta toma la cabeza y viaja a su antigua casa en un pueblo cercano, revelando que era un excantante de música country "Half Moon". En un ataque de ira, destruye gran parte de su hogar, luego enciende su música en voz alta para atraer a una gran horda de caminantes. Uno de los caminantes arranca parte de su máscara antes de que pueda quitársela. Habiendo logrado catarsis, le agradece a Alpha, baja la cabeza y usa parte de su piel para reparar su máscara y luego comienza a guiar a la horda masiva hacia un nuevo destino.
Negan va a liberar a Lydia pero Daryl lo detiene. Negan intenta explicar el destino de Alpha en sus manos, pero Daryl se niega a escuchar. Se encuentran rodeados de Susurradores, al enterarse de los destinos de Alpha y Beta y tratar a Negan como su nuevo Alpha. Negan aprovecha la oportunidad para matar a los Susurradores para demostrar su lealtad a Daryl.
Los sobrevivientes de Hilltop se reúnen para asegurarse de que los niños estén a salvo. Rosita alienta a Eugene a contarle al grupo sobre su contacto por radio y la reunión planeada con Stephanie. Si bien existen preocupaciones acerca de ser conducidos a otra trampa, están de acuerdo en que Eugene debería mantener la reunión, y él, Ezekiel y Yumiko se dirigieron al centro de la ciudad. Dentro de la ciudad, después de descubrir un cuadro de caminantes dispuestos en situaciones humorísticas, se encuentran con "Princesa", una joven emocionada de verlos.

## Producción

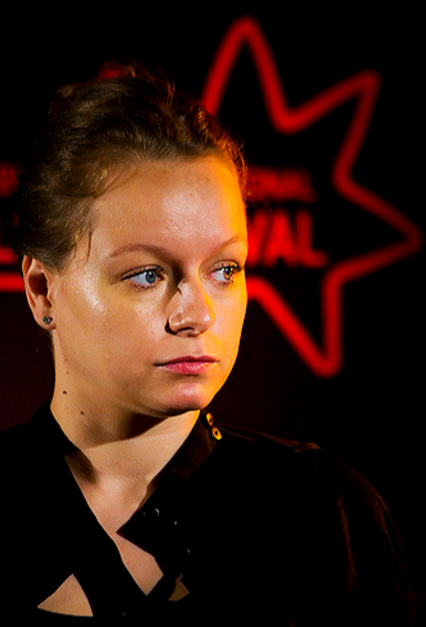
Apareciendo en una visión de las alucinaciones de Carol (Melissa McBride), Samantha Morton hace su última aparición como Alpha.

A partir de este episodio, Danai Gurira se elimina de los créditos iniciales. Esta es la primera vez en la serie desde la tercera temporada que su nombre no aparece. Después de que su personaje es asesinado en "Walk with Us", Samantha Morton regresa como Alpha en las alucinaciones de Carol (Melissa McBride) mientras que el episodio también marca la partida de Morton, quien apareció por primera vez en novena temporada episodio de estreno de mitad de temporada "Adaptation".
El título del episodio deriva de una línea que Carol le habla a Lizzie (Brighton Sharbino) antes de que Carol se vea obligada a matarla en la cuarta temporada en el episodio "The Grove". Según la escritora Angela Kang, la idea del episodio surgió principalmente de su escritor Channing Powell sobre cómo reaccionaría Carol una vez que Alpha estuviera muerta y su venganza se completara, reflexionando sobre cómo el personaje tuvo que hacer una serie de acciones oscuras de ella misma, como el matar a Lizzie, en su pasado.
El episodio presenta a Juanita "Princesa" Sánchez (Paola Lázaro), un personaje adaptado de los cómics. Mientras que en los cómics, el grupo la encuentra en Pittsburgh en lugar de Virginia. Se muestra que todavía es una sobreviviente que ha estado en completo aislamiento y desarrolló formas extravagantes para lidiar con su cuarentena. Dentro de los cómics, la introducción de la Princesa comienza el arco principal final de la serie de cómics: La introducción de La Commonwealth—un grupo y una red de comunidades que combinaron a la zona-segura de Alexandria y los residentes eventualmente se unen, lo que solo crea tensiones adicionales. Se introdujo por primera vez en el "Volumen 29", "Número #173" de la serie de cómics original de Robert Kirkman.
La identidad de Beta (Ryan Hurst) como cantante de música country era un dispositivo exclusivo de la serie de televisión. Dentro de los cómics, Beta era un exjugador de baloncesto, pero Hurst no tenía esa apariencia. Mientras los escritores consideraban otros deportes, Hurst sugirió la idea de un cantante de country como Garth Brooks, que tiene un alter ego único—Chris Gaines. Los escritores utilizaron esta idea para considerar que el ex cantante tenía un lado más oscuro que salió en apocalipsis zombi. Sembraron esto a principios de la temporada con una canción que Magna (Nadia Hilker) escucho, que fue escrita por Emily Kinney (que había tocado Beth Greene en la serie) y fue cantada por Hurst. También se mostró una portada récord de "Half Moon" con la cara de Hurst en quinta temporada de Fear the Walking Dead.

## Recepción

### Recepción crítica
"Look at the Flowers" recibió críticas positivas. En Rotten Tomatoes, el episodio tiene un índice de aprobación del 86% con un puntaje promedio de 6.69 de 10, basado en 14 revisiones. El consenso crítico del sitio dice: ""Look at the Flowers" se sumerge nuevamente en el conflicto entre la tripulación de Hilltop y los Susurradores con un episodio rico e introspectivo que explora el impacto de largo alcance de la desaparición de Alpha."
Ron Hogan, escribiendo para Den of Geek, elogió el desarrollo del personaje de Jeffrey Dean Morgan y dijo: "Negan, a pesar de todo, sigue siendo gracioso. Eugene nunca ha sido gracioso, especialmente cuando Josh McDermitt comienza a mover la boca. ese diálogo muy espeso proporcionado por el excelente guion de Channing Powell".
Noetta Harjo de Geek Girl Authority pelogió el episodio y escribió: "Entonces, Carol escribió una carta a Maggie sobre Alpha. Realmente espero que Maggie aparezca en el próximo episodio. Fue interesante ver a Alpha hablando en los pensamientos de Carol."
Alex McLevy escribiendo para The A.V. Club le dio al episodio una B- y en su crítica dijo: "Una buena parte de ella funcionó al menos razonablemente bien. Esto se debe en parte a un guion que solo sobrepasa la mitad de las escenas de diálogo".
En su crítica, Erik Kain, escribiendo para Forbes elogió el desarrollo del personaje de Ryan Hurst (Beta) y dijo: "Esto fue sobre todo un episodio muy bueno. Beta es un tipo muy aterrador y el final sugiere que toda la fuerza de su ira y venganza está a punto de desatarse sobre nuestros héroes".
Matt Fowler de IGN le dio al episodio un 7 sobre 10 y escribió: "Aunque algunos de los meandros de Carol y la caminata de Ezekiel, se sintieron triviales, "Look at the Flowers" todavía estaba lo suficientemente ocupado en general para plantar semillas para cosas más interesantes por venir ... Fue un capítulo de enfriamiento, pero efectivo." Aaron Neuwirth de "We Live Entertainment" elogió el episodio y escribió: "Permitir que Jeffrey Dean Morgan tenga la oportunidad de jugar en varios lados de Negan es efectivo".
Escribiendo en su reseña para TV Fanatic, Paul Dailly elogió el episodio y escribió: ""Look at the Flowers" fue principalmente un episodio para preparar los próximos eventos, y chico, estamos en un viaje salvaje para la línea de meta."

### Audiencia
"Look at the Flowers" recibió 3,26 millones de espectadores y fue el programa de cable mejor calificado de la noche.